# Anđelko Kos
Anđelko Kos (* 1969 in Belgrad) ist ein ehemaliger jugoslawischer Kinderschauspieler.
Er besuchte eine Volks- und Realschule in Belgrad. In der Fernsehserie Die Rote Zora und ihre Bande spielte er den schmächtigen Nikola.
Nach der Schulzeit absolvierte er ein Studium in Musik und Kunst. Er lebt heute als freier Maler und Musiker in der Schweiz und auf der Insel Krk.